# Copa África-Ásia-Pacífico da FIFA de 2025
A Copa África-Ásia-Pacífico da FIFA de 2025 será a 2ª edição da competição oficial de futebol promovida pela Federação Internacional de Futebol (FIFA), servindo como playoff para a Copa Challenger de 2025 e estando inserida na Copa Intercontinental de 2025.
Foram classificados para o torneio o Al-Ahli (campeão da Liga dos Campeões de Elite da AFC de 2024–25), o Pyramids (campeão da Liga dos Campeões da CAF de 2024–25) e o Auckland City (campeão da Liga dos Campeões da OFC de 2025). Os jogos ocorrerão em formato de mata-mata no Egito e nos Emirados Árabes Unidos.

## Formato
Nesta edição, o Auckland City, da OFC, enfrenta o Pyramids, da CAF, pela primeira fase, com este jogando em casa. O vencedor enfrenta o mandante Al-Ahli, da AFC, na final.
Os mandos de campo foram definidos por melhor posição no ranking da FIFA.

## Equipes classificadas
| Confederação | Equipe        | Classificação                                           | Data de classificação |
| ------------ | ------------- | ------------------------------------------------------- | --------------------- |
| CAF          | Pyramids      | Campeão da Liga dos Campeões da CAF de 2024–25          | 31 de maio de 2025    |
| AFC          | Al-Ahli       | Campeão da Liga dos Campeões de Elite da AFC de 2024–25 | 3 de maio de 2025     |
| OFC          | Auckland City | Campeão da Liga dos Campeões da OFC de 2025             | 12 de abril de 2025   |

## Transmissão
A transmissão do torneio em 2025 por enquanto está a cargo do canal FIFA+ no streaming.

## Partidas
|  | Primeira fase                                     | Primeira fase |         |  | Final | Final |
|  |                                                   |               |         |  |       |       |
|  | Playoff - 14 de setembro – Cairo                  |               |         |  |       |       |
|  |                                                   |               |         |  |       |       |
|  | Pyramids                                          |               |         |  |       |       |
|  | Copa África-Ásia-Pacífico - 23 de setembro – Gidá |               |         |  |       |       |
|  | Auckland City                                     |               |         |  |       |       |
|  | Vencedor do playoff                               |               |         |  |       |       |
|  |                                                   |               |         |  |       |       |
|  |                                                   |               | Al-Ahli |  |       |       |
|  |                                                   |               |         |  |       |       |
|  |                                                   |               |         |  |       |       |
|  |                                                   |               |         |  |       |       |
|  |                                                   |               |         |  |       |       |

### Primeira fase
| 14 de setembro | Pyramids | – | Auckland City | Estádio Internacional do Cairo, Cairo |
| 20:00 (UTC+2)  |          |   |               |                                       |

### Final
| 23 de setembro | Al-Ahli | Q1 | Vencedor da 1.ª fase | Cidade dos Esportes Rei Abdullah, Gidá |
| 20:00 (UTC+3)  |         |    |                      |                                        |

## Premiação
| Copa África-Ásia-Pacífico da FIFA de 2025 |
| ----------------------------------------- |
| a definir Campeão (?.º título)            |